# Serge Koussevitzky
Serge Koussevitzky (en russe : Сергей Александрович Кусевицкий, Sergueï Aleksandrovitch Koussevitski) est un chef d'orchestre, éditeur musical et compositeur russe naturalisé américain, né le 14 juillet 1874 (26 juillet dans le calendrier grégorien) à Vychni Volotchek et mort le 4 juin 1951 à Boston. Il doit sa grande notoriété à sa direction prestigieuse de l'Orchestre symphonique de Boston de 1924 à 1949, et son nom reste célèbre pour avoir été le mécène de nombreux jeunes compositeurs de son époque.

## Biographie
Koussevitzky naît de parents musiciens professionnels qui lui enseignent précocement le violon, le violoncelle et le piano. À l'âge de quatorze ans, il commence ses études à l'Institut philharmonique de Moscou, où il apprend la théorie musicale et le jeu de la contrebasse, qui devient son instrument de prédilection. Contrebassiste à l'orchestre du Théâtre Bolchoï à vingt ans, premier contrebassiste en 1901, il reçoit une critique très favorable pour son premier récital à Berlin en 1903. Il avait déjà composé en 1902 un Concerto pour contrebasse inspiré de Tchaïkovski. En 1905, il épouse en premières noces, Natalia Ouchkov, et s'installe en Allemagne.
En 1908, Koussevitzky entame une carrière de chef d'orchestre, à la tête tout d'abord de l'Orchestre philharmonique de Berlin. L'année suivante, il fonde son propre orchestre à Moscou. Toujours en 1909, il fonde avec son épouse Natalia les « Éditions russes de musique », qui, avant le rachat de leur catalogue par Boosey & Hawkes en 1947, publieront notamment des œuvres originales de Scriabine, Rachmaninov, Medtner, Stravinsky ou Prokofiev, entre autres.
De 1909 à 1920, Koussevitzky assoit sa réputation de chef d'orchestre dans toute l'Europe. Après la Révolution russe, il retourne quelque temps dans son pays natal pour conduire l'orchestre de Pétrograd, puis s'installe à Paris, où se tiennent les Concerts Koussevitzky de 1921 à 1928. Il se lie d'amitié avec Prokofiev, Stravinsky, Roussel et Ravel, dont il dirige fréquemment la musique.
Les commandes de Koussevitzky à ses contemporains ont aussi contribué à sa légende. En 1922 déjà, c'est lui qui a inspiré à Maurice Ravel la célèbre orchestration des Tableaux d'une exposition de Moussorgski. En 1930, à l'occasion du cinquantième anniversaire de l'orchestre de Boston, il sollicite à nouveau Ravel (Concerto en sol majeur), mais également Stravinsky (Symphonie de Psaumes), Paul Hindemith (Konzertmusik) et Albert Roussel (Troisième symphonie op. 42). Il fait travailler Jules Conus pour sa maison d'édition.
En 1942, Koussevitzky se fait le mécène de toute une génération de jeunes compositeurs en fondant la toujours active Koussevitzky Music Foundation, qui crée notamment le Concerto pour orchestre de Bartók (1944), l'opéra Peter Grimes de Britten (1945), et la Turangalîla-Symphonie de Messiaen (1948). Enfin, c'est lui qui réalise le premier enregistrement de la Septième symphonie de Sibelius et inscrit au programme de l'orchestre une 8e symphonie qui ne viendra jamais... On lui doit également deux enregistrements d'Harold en Italie de Berlioz avec les altistes William Primrose (1944) et Joseph de Pasquale (1947).
En tant que professeur, Koussevitzky a compté Leonard Bernstein parmi ses élèves.

## La contrebasse de Koussevitzky
Cet instrument avait été donné au contrebassiste américain Gary Karr par Olga Koussevitzky, veuve de Serge Koussevitzky (1901-1978), en 1961. Gary Karr a créé The International Society of Bassists et la Karr Doublebass Foundation pour aider les jeunes contrebassistes. Il a fait don à son tour de l'instrument à la fondation, respectant ainsi l'esprit qui animait Koussevitzky quand il a créé la Koussevitzky Music Foundation,.

## Hommage
L'astéroïde (1799) Koussevitzky, découvert en 1950, est nommé en son honneur.

### Biographies
- (en) Arthur Lourié, Sergei Koussevitzky and his Epoch, New York, Alfred A. Knopf, 1931, 254 p. (BNF 43121163)
- (en) Moses Smith, Koussevitzky, New York, Allen, Towne & Heath Inc., 1947, 400 p. (BNF 32636744)

### Correspondances
- (en) Victor Yuzefovich (trad. Marina Kostalevsky), « Chronicle of a Non-Friendship: Letters of Stravinsky and Koussevitzky », The Musical Quarterly, vol. 86, no 4,‎ hiver 2002, p. 750-885 (ISSN 0027-4631, lire en ligne)Contient les échanges de correspondances entre Stravinsky et Koussevitzky conservées à la Library of Congress dans le fonds Serge Koussevitzky Archive
- Maurice Ravel, L'intégrale : Correspondance (1895-1937), écrits et entretiens : édition établie, présentée et annotée par Manuel Cornejo, Paris, Le Passeur Éditeur, 2018, 1769 p. (ISBN 978-2-36890-577-7 et 2-36890-577-4, BNF 45607052)Contient sept correspondances de Ravel à Koussevitzky (1922-1931) et dix correspondances de Koussevitzky à Ravel (1928-1937) et le brouillon d’un télégramme de condoléances de Koussevitzky lors de la mort de Ravel (1937) conservés à la Library of Congress dans le fonds Serge Koussevitzky Archive

### Bases de données
- Manuel Cornejo, « Concerts Koussevitzky à Paris (1921-1928) », Dezède,‎ 23 janvier 2023 (ISSN 2269-9473, lire en ligne, consulté le 6 février 2023) Inventaire exhaustif et détaillé de 46 programmes de concerts de musique symphonique organisés et dirigés à Paris par Serge Koussevitzky, dont 34 à l’Opéra de Paris (20 novembre 1921-12 juin 1926), 3 à la Salle Gaveau (22 avril-6 mai 1921), 4 au Théâtre des Champs-Élysées (21 mai-11 juin 1927), 4 à la Salle Pleyel (24 mai-14 juin 1928) et 1 au Palais du Trocadéro (concert de bienfaisance du 21 mars 1922)